# Alopecosa deserta
Alopecosa deserta là một loài nhện trong họ Lycosidae.
Loài này thuộc chi Alopecosa. Alopecosa deserta được A. V. Ponomarev miêu tả năm 2007.